# Tube à diffusion
 (novembre 2023).
Si vous disposez d'ouvrages ou d'articles de référence ou si vous connaissez des sites web de qualité traitant du thème abordé ici, merci de compléter l'article en donnant les références utiles à sa vérifiabilité et en les liant à la section « Notes et références ».
 (novembre 2023).
Un tube à diffusion, ou tube passif, est un tube de détection de gaz fermé à une extrémité, ouvert à l'autre, ce qui permet l'exposition « passive » à l'air ambiant (c’est-à-dire sans circulation d'air à l'aide d'une pompe) dans le but de mesurer la concentration de polluants dans l'air.

## Fonctionnement
Le principe de fonctionnement du tube à diffusion consiste à exposer un support solide imprégné d'une substance adéquate, réagissant avec un polluant déterminé (par exemple, pour la mesure de la concentration de NO2, les supports des tubes à diffusion sont imprégnés de triéthanolamine). Une analyse après exposition permet de calculer la concentration du polluant dans l'air. 

## Utilisation
Dans le domaine de la surveillance de la qualité de l'air ambiant, les AASQA et autres organismes sont amenés à les utiliser pour réaliser des études sur des zones relativement vastes.  
Ce petit dispositif est peu onéreux et ne nécessite pas d'alimentation électrique. Il peut donc être utilisé en assez grand nombre pour couvrir une zone d'étude (de quelques dizaines à quelques centaines de tubes pour une vaste zone).
Les tubes à diffusion sont adaptés à la mesure de la concentration de : NO2, O3, SO2, aldéhydes et BTEX (Benzène, Toluène, Éthylbenzène, Xylènes).
Ils sont exposés, en général pendant une à deux semaines, puis sont analysés en laboratoire.
Les résultats en grand nombre sur une aire donnée permettent, si on le désire, à l'aide d'un logiciel adapté, d'établir des isolignes de concentration pour obtenir une représentation graphique de la présence de polluants sur la surface.